# José Luis Elkoro Unamuno
José Luis Elkoro Unamuno (Elgeta, Guipúscoa, 14 de març de 1935) és un empresari i polític basc. Es traslladà de jovenet a Bergara, on el 1969 fundà Talleres Elay. Militant i fundador d'Herri Batasuna, fou membre de les Juntes Generals de Guipúscoa de 1983 a 1991 i alcalde de Bergara de 1987 a 1991. Fou escollit senador per Guipúscoa a les eleccions generals espanyoles de 1989 i 1993 i diputat al Parlament Basc a les eleccions de 1984 i 1986.
Com a empresari, ha fundat l'empresa Orain, editora del diari Egin, i més tard el Grupo Elay, alhora que s'associà al grup suís Unaxis, raó per la qual fou detingut el 2006 sota l'acusació de formar part de l'entramat econòmic d'ETA. El 2003 el seu fill Pablo Elkoro Ayastui fou declarat en rebel·lia per l'Audiència Nacional per un atac terrorista el 1997. Un altre fill seu, Iñaki, fou detingut el 2000 per pertànyer a ETA.

## Sumari 18/98
Al juliol de 1998, arran de la clausura del diari Egin per ordre de l'Audiència Nacional espanyola, fou imputat en el sumari 18/98 acusat d'un delicte d'integració en banda armada. Encara que ja es trobava a la presó per integració en la Taula Nacional, anys més tard, tornarà a córrer la mateixa sort. Després d'un llarg procés judicial que començà el novembre de 2005 i durà 16 mesos, ple d'irregularitats i que va suscitar nombroses denúncies, fins i tot a nivell internacional, per greus vulneracions de drets humans, civils i polítics, és condemnat a 24 anys de presó, la pena més elevada de totes.
Així, el desembre del 2007 fou detingut per la policia als 72 anys i fou al calabós de les dependències de l'Audiència Nacional quan el seu advocat li comunica que pateix un càncer de pròstata. Considerant la nova situació, la jutgessa decretà la seva llibertat condicional a espera que el Tribunal Suprem d'Espanya resolgui el recurs interposat per a la revisió de la condemna. Així, el 30 d'abril de 2009 fou detingut juntament amb la resta d'imputats que es trobaven en llibertat condicional per complir la condemna ratificada en 21 anys de presó.
El 14 d'octubre de 2010 va sortir de presó als 75 anys.